# Arnóbio de Sica
Arnóbio (em latim: Arnobius; m. 330), também conhecido como Arnóbio de Sica, foi um apologético da fase inicial do cristianismo, que viveu durante o reinado do imperador Diocleciano (284 - 305).
De acordo com a Crônica de São Jerônimo, Arnóbio, antes de sua conversão, era um retórico de renome em Sica Venéria (atual Le Kef, na Tunísia), um grande centro cristão na África Pró-consular, e creditava sua conversão a um sonho premonitório. Arnóbio escreve de maneira desdenhosa sobre os sonhos no único livro seu existente, então especula-se que Jerônimo possa ter projetado sua própria opinião a respeito do conteúdo dos sonhos. De acordo com Jerônimo, para vencer as dúvidas do bispo local a respeito da seriedade de sua fé cristã, Arnóbio escreveu (circa 303, de acordo com as evidências em IV:36) uma obra apologética em sete volumes, que São Jerônimo dá o nome de Adversus Gentes, mas que é chamada de Adversus Nationes no único manuscrito existente hoje em dia, do século IX. A referência de São Jerônimo, seu comentário de que Lactâncio fora um pupilo de Arnóbio e os tratados que sobreviveram são tudo que se sabe sobre Arnóbio.

## Adversus Nationes
O manuscrito mostra poucos sinais de ter sido revisado por um bispo cristão. Arnóbio, "um praticante do túrgido e grosseiro estilo chamado Africano" é um vigoroso apologista da fé cristã, dado mais à defesa do Cristianismo do que à ortodoxia perfeita de seus dogmas. Seu livro foi uma resposta às alegações que os cristãos haviam provocado a ira dos deuses sobre a Roma antiga. Por isso, ele toma os deuses romanos como reais, mas subordinados ao Deus cristão supremo. Uma de suas teses - gnóstica - é que a alma humana (livro II, 14 - 62) não é obra de Deus, mas um ser intermediário, e não é imortal por natureza, mas capaz de "vesti-la" como uma graça divina. Sem nunca identificar seus adversários pagãos, alguns inclusive podem ter sido apenas espantalhos, ele os refuta completamente. Arnóbio defende a verdade do monoteísmo e do cristianismo (deus princeps, deus summus) e a divindade de Cristo, aludindo à sua rápida difusão, sua influência civilizatória sobre os bárbaros e sua consonância com a melhor filosofia. Cristianizando Platão, ele refuta a idolatria pagã como sendo cheia de contradições e claramente imoral e, para demonstrá-lo, os livros III até IV estão repletos de informações curiosas coletadas de fontes confiáveis (ex.: Cornelius Antistius Labeo) sobre as formas de culto idolátrico, templos, ídolos e as práticas greco-romanas de seu tempo, tudo utilizado por Arnóbio para ridicularizá-las.
'Adversus nationes sobreviveu num único manuscrito do século IX atualmente em Paris (e uma cópia muito ruim dele em Bruxelas).